# Мулянка (Северо-Казахстанская область)
Мулянка (каз. Мулянка) — упразднённое село в Мамлютском районе Северо-Казахстанской области Казахстана. Входило в состав Пригородного сельского округа. Ликвидировано в 2000-е годы.

## Население
По данным переписи 1999 года, в селе проживало 13 человек (7 мужчин и 6 женщин).